# هنری جورج واکلین اسمیت
هنری جورج واکلین اسمیت (انگلیسی: Sir Harry Smith, 1st Baronet; ۲۸ june ۱۷۸۷ – ۱۲ اکتبر ۱۸۶۰ (۷۳ ساله)) فرد نظامی اهل پادشاهی متحد بریتانیای کبیر و ایرلند بود. وی همچنین برندهٔ جوایزی همچون نشان حمام شده‌است.